# 益哇镇
益哇镇，是中华人民共和国甘肃省甘南藏族自治州迭部县下辖的一个乡镇级行政单位。
2017年3月15日，甘肃省民政厅批复同意撤销益哇乡，设立益哇镇。

## 行政区划
益哇镇下辖以下地区：
高杂村、知子村、傲子村、纳加村、扎尕那村和当多村。

## 世界最佳旅游乡村
2024年11月15日，扎尕那村被联合国旅游组织执行委员会列入2024年“最佳旅游乡村”名单。